# Wolfgang Preiss
Wolfgang Preiss (* 27. Februar 1910 in Nürnberg; † 27. November 2002 in Bühl) war ein deutscher Schauspieler und Synchronsprecher.

## Leben und Karriere
Der Sohn eines Lehrerehepaars studierte zunächst 1930 und 1931 in München vier Semester Philosophie, Germanistik und Theaterwissenschaften. Nebenbei nahm er privaten Schauspielunterricht bei Hans Schlenck in München und debütierte dort 1932 am Theater der Gegenwart. Es folgten Bühnenengagements am Stadttheater Heidelberg, in Königsberg, Bonn, Bremen, Stuttgart und ab 1941 an der Volksbühne Berlin. Ab April 1941 wurde er bei einer Flakeinheit eingesetzt, was keinen Abbruch für seine abendlichen Bühnenauftritte bedeutete. 1942 debütierte er – von der Wehrmacht eigens dafür freigestellt – als Filmschauspieler in der UFA-Produktion Die große Liebe neben Zarah Leander.
Nach Ende des Zweiten Weltkrieges arbeitete Preiss zunächst wieder am Theater sowie seit 1949 umfangreich in der Synchronisation. 1954 kehrte er zum Film zurück, als Alfred Weidenmann ihn in seiner Kinoproduktion Canaris als Offizier besetzte. Im Folgejahr stellte Preiss in Falk Harnacks Produktion über das Hitler-Attentat Der 20. Juli Claus Graf Schenk von Stauffenberg dar. Diese Rolle bescherte ihm große Popularität und brachte ihm 1956 als Bundesfilmpreis das Filmband in Silber ein.
Fortan war Preiss auf Rollen aufrechter und pflichtbewusster Offiziere festgelegt, ähnlich wie sein Kollege Wolfgang Büttner, u. a. in Hunde, wollt ihr ewig leben von Frank Wisbar, in Haie und kleine Fische und in Die grünen Teufel von Monte Cassino. Auch in zahlreichen internationalen Produktionen, vorwiegend in Italien und den USA, spielte Preiss solche Rollen, häufig Wehrmachtsoffiziere. So spielte er unter der Regie von Otto Preminger in Der Kardinal (1963), neben Jean-Paul Belmondo in Der Boss hat sich was ausgedacht (1964) und in Brennt Paris? (1966). 1964 war er neben Burt Lancaster in Der Zug (The Train) unter der Regie von John Frankenheimer zu sehen und 1965 in Colonel von Ryans Express neben Frank Sinatra. In aufwändigen und starbesetzten Großproduktionen verkörperte er eine ganze Reihe historischer Wehrmachtsgenerale: Max Pemsel in Der längste Tag (1962), Albert Kesselring in Die Schlacht von Anzio neben Robert Mitchum (1968), Erwin Rommel in Jagd auf Rommel neben Richard Burton (1971) sowie Gerd von Rundstedt in Die Brücke von Arnheim (1976) von Richard Attenborough. Preiss war rund drei Jahrzehnte lang auf Rollen dieser Art abonniert.
Für das bundesdeutsche Kinopublikum wurde er durch seine Rolle als Dr. Mabuse zum Inbegriff des größenwahnsinnigen Wissenschaftlers, die er 1960 (in der Nachfolge von Rudolf Klein-Rogge) das erste Mal unter Fritz Lang verkörperte, der 1922 bereits den ersten Dr.-Mabuse-Film gedreht hatte. Damit die Zuschauer seinerzeit im Film nicht zu früh den bekannten Schauspieler als Bösewicht entlarven konnten, wurde er in Filmzeitschriften in der Rolle lediglich als Prof. Jordan angekündigt, wohingegen für eine deutsch-italienische Co-Produktion ein Lupo Prezzo (eine bloße Übersetzung seines Namens ins Italienische) angekündigt wurde. In den folgenden vier Jahren übernahm Preiss noch vier weitere Male die Rolle des Mabuse, wobei sich seine Rolle auf Gastauftritte gegen Ende des Filmes beschränkte, jeweils wenn Mabuse entlarvt wurde. Im letzten Film der Reihe Die Todesstrahlen des Dr. Mabuse trat er schließlich gar nicht mehr auf, obwohl auf den Kinoplakaten mit seinem Namen geworben wurde.
In den 1980er Jahren spielte Preiss überwiegend in Fernsehproduktionen, so den mit der Putzfrau Mrs. Harris befreundeten Earl in den gleichnamigen Filmen mit Inge Meysel sowie den Generalfeldmarschall Walther von Brauchitsch in den amerikanischen TV-Serien Der Feuersturm (The Winds of War) und Feuersturm und Asche (War and Remembrance) nach den Romanen von Herman Wouk. 1987 erhielt er für sein künstlerisches Schaffen ein zweites Mal den Bundesfilmpreis: Für sein langjähriges und hervorragendes Wirken im deutschen Film wurde er mit dem Filmband in Gold geehrt.
Vor allem in den 1950er Jahren war Wolfgang Preiss auch als Synchronsprecher aktiv und lieh seine Stimme so prominenten Kollegen wie Lex Barker (in Klar Schiff zum Gefecht), Christopher Lee (in Port Afrika), Anthony Quinn (in Buffalo Bill), Claude Rains (in Der Prinz und der Bettelknabe und in Mit eiserner Faust) sowie Richard Widmark (in Seemannslos). Später beschränkte er sich auf seine eigenen Rollen. Nur für die Neusynchronisation von Casablanca lieh er 1975 noch einmal einem Kollegen seine Stimme und sprach den Part von Conrad Veidt, der den Major Strasser spielt, wiederum ein Wehrmachtsoffizier.

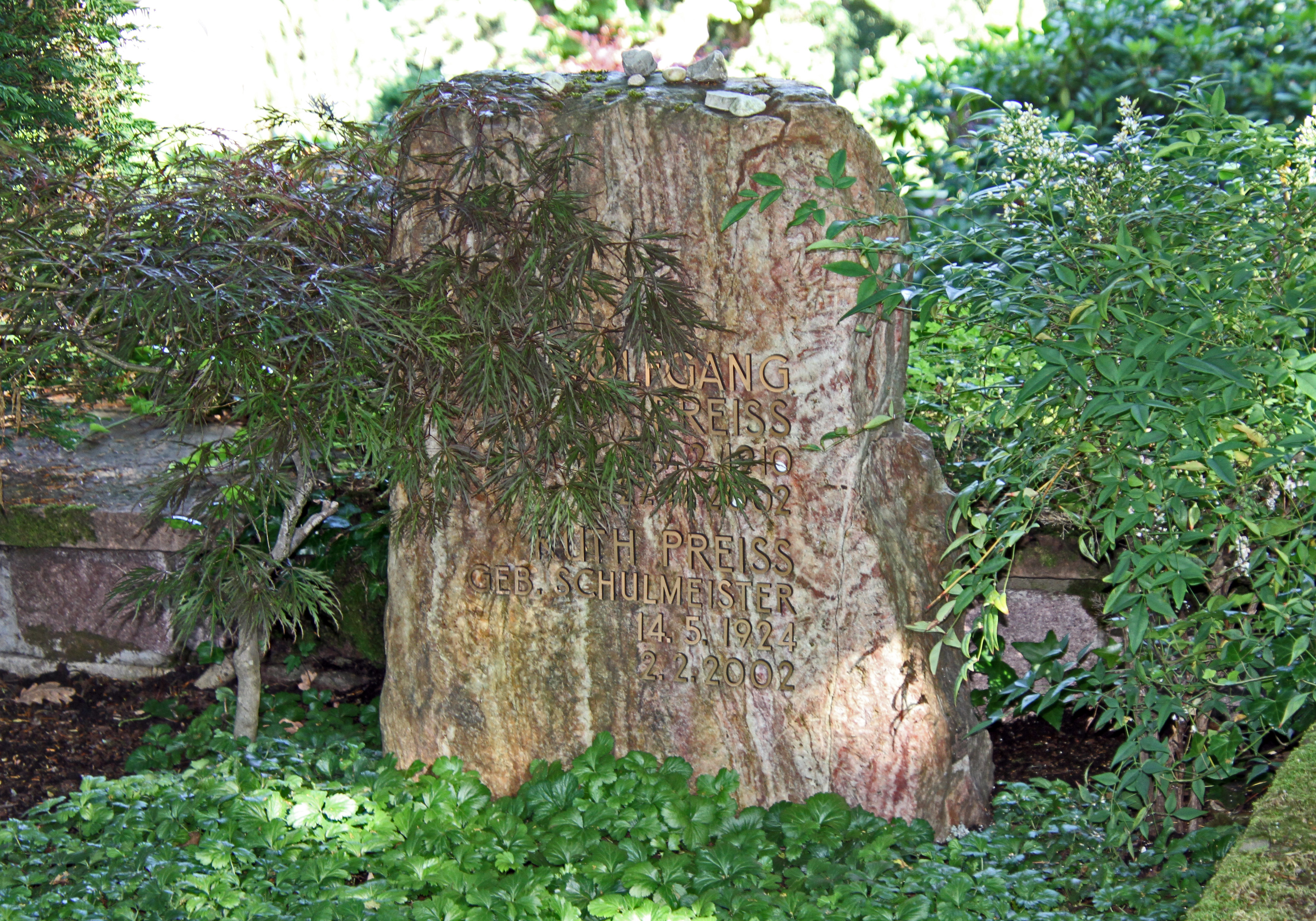
Grab auf dem Hauptfriedhof Baden-Baden

Wolfgang Preiss war dreimal verheiratet, hat einen Sohn aus erster Ehe und mehrere Enkelkinder, darunter auch die Schauspielerin und Synchronsprecherin Laura Preiss. Nur wenige Monate nach dem Tod seiner dritten Ehefrau Ruth, mit der er 47 Jahre verheiratet war, verstarb er 2002 im Alter von 92 Jahren in einer Klinik auf der Bühlerhöhe bei Baden-Baden. Seine letzte Ruhestätte befindet sich auf dem Hauptfriedhof Baden-Baden.

## Filmografie (Auswahl)
- 1942: Die große Liebe
- 1943: Besatzung Dora
- 1951: Frischer Wind in alten Gassen (Kurzfilm)
- 1951: Falschmünzer am Werk
- 1954: Canaris
- 1955: Der 20. Juli
- 1955: Oberarzt Dr. Solm
- 1955: Der Cornet – Die Weise von Liebe und Tod
- 1956: Vor Sonnenuntergang
- 1956: Anastasia, die letzte Zarentochter
- 1956: Johannisnacht
- 1956: Von der Liebe besiegt
- 1956: Stresemann
- 1956: … wie einst Lili Marleen
- 1957: Haie und kleine Fische
- 1958: Heimweh, Stacheldraht und gute Kameraden (Gli Italiani sono matti)
- 1958: Die grünen Teufel von Monte Cassino
- 1958: Grabenplatz 17
- 1958: Ich war ihm hörig
- 1958: Das Mädchen mit den Katzenaugen
- 1959: Wolgaschiffer (I battellieri del Volga)
- 1959: Hunde, wollt ihr ewig leben
- 1959: Arzt ohne Gewissen
- 1959: Rosen für den Staatsanwalt
- 1960: Nacht fiel über Gotenhafen
- 1960: Herrin der Welt (2 Teile)
- 1960: Die 1000 Augen des Dr. Mabuse
- 1960: Geständnis einer Sechzehnjährigen
- 1960: Die Mühle der versteinerten Frauen (Il mulino delle donne di pietra)
- 1961: Im Stahlnetz des Dr. Mabuse
- 1962: Der junge General (La Fayette)
- 1962: Verrat auf Befehl (The Counterfeit Traitor)
- 1962: Das Mädchen und der Staatsanwalt
- 1962: Die unsichtbaren Krallen des Dr. Mabuse
- 1962: Das Testament des Dr. Mabuse
- 1962: Der längste Tag (The Longest Day)
- 1963: Die schwarze Kobra
- 1963: Scotland Yard jagt Dr. Mabuse
- 1963: Der Henker von London
- 1963: Der Kardinal
- 1963: Das tödliche Patent (Fernsehfilm)
- 1963: Die fünfte Kolonne – Das gelbe Paket (Folge 2)
- 1964: Der Boss hat sich was ausgedacht (Èchappement libre)
- 1964: Frühstück mit dem Tod
- 1964: Der Fluch der grünen Augen
- 1964: Der Zug (The Train)
- 1964: Die hundert Ritter (I cento cavalieri / Los cien caballeros)
- 1964: Marie Octobre
- 1965: Colonel von Ryans Express (Von Ryan’s Express)
- 1965: Der Spion, der in die Hölle ging (Corrida pour un espion)
- 1965: Gewagtes Spiel (Fernsehserie, Folge Über 70 mal)
- 1966: Brennt Paris? (Paris brûle-t-il?)
- 1966: Der Fall Kapitän Behrens – Fremdenlegionäre an Bord
- 1966: Die Haut des Anderen (Avec la peau des autres)
- 1967: Jungfrau aus zweiter Hand
- 1967: Mister Dynamit – Morgen küßt Euch der Tod
- 1967: Der Diamantenprinz (Jack of Diamonds)
- 1967: Geheimnisse in goldenen Nylons (Deux billets pour Mexico)
- 1967: Das Kriminalmuseum – Die Kamera (Folge 31)
- 1967: Der Sarg bleibt heute zu
- 1968: Schatzsucher unserer Tage – 13-teilige Serie
- 1968: Ein Mann namens Harry Brent (Durbridge-Dreiteiler)
- 1968: Tamara
- 1968: Meinungsverschiedenheiten
- 1968: Schlacht um Anzio (Anzio)
- 1968: Hannibal Brooks
- 1970: Paul Temple (Fernsehserie) – Folge: Die Zigarre
- 1970: Peenemünde
- 1971: Im Morgengrauen brach die Hölle los (Raid on Rommel)
- 1971: Das Messer (Una farfalla con le ali insanguinate)
- 1972: Top Secret (The Salzburg Connection)
- 1972: Ein achtbarer Mann (Un uomo da rispettare)
- 1972: Der Kommissar – Tod eines Schulmädchens (Folge 47)
- 1973: Tatort: Cherchez la femme oder Die Geister vom Mummelsee
- 1973: Diamantenparty
- 1974: Tatort: Gefährliche Wanzen
- 1974: Okay S.I.R.: Schutzengel
- 1974: Die Kriegsbraut
- 1974: Eine ungeliebte Frau
- 1975: Die gelbe Karawane (La cloche tibétaine)
- 1975: Eurogang – Blüten für Frankfurt (Fernsehreihe)
- 1975: Die Insel der Krebse
- 1977: Die Brücke von Arnheim (A Bridge Too Far)
- 1977: Die Standarte
- 1978: Wallenstein
- 1978: The Boys from Brazil
- 1978: SOKO 5113 (9 Folgen)
- 1979: Blutspur (Bloodline)
- 1980: Die Formel (The Formula)
- 1981: Die zwei Gesichter einer Frau (Fantasma d’amore)
- 1982: Ein Kleid von Dior
- 1983: Der Feuersturm (The Winds of War)
- 1983: Ein Fall für zwei – Die große Wut des kleinen Paschirbe
- 1984: Mrs. Harris – Freund mit Rolls-Royce
- 1984: Die Dame und die Unterwelt
- 1985: Vergeßt Mozart
- 1987: Mrs. Harris – Der geschmuggelte Henry
- 1987: Mrs. Harris fährt nach Moskau
- 1987: Ein Heim für Tiere – Die Katzenmutter
- 1987: Albert Schweitzer (Fernsehserie)
- 1988: Feuersturm und Asche (War and Remembrance)
- 1988: Tatort: Moltke
- 1989: Mrs. Harris fährt nach Monte Carlo
- 1989: Die Männer vom K3 – Volle Deckung, Kopf runter!
- 1994: Florian III (TV-Serie)
- 1997: Aire Libre (Venezuela)

## Hörspiele
- 1965: Georges Simenon: Die Glocken von Bicêtre (René Maugras) – Bearbeitung und Regie: Gert Westphal (Kriminalhörspiel – SWF)